# روري هيوم
روري هيوم (بالإنجليزية: Rory Hume)‏ هو أكاديمي وطبيب أسنان أسترالي، ولد في 4 يناير 1945.